# Ministério do Ambiente e da Ação Climática
O Ministério do Ambiente e da Ação Climática (MAAC) é a designação do departamento do governo português responsável pelas questões ambientais e de combate às alterções climáticas.

## Ministros
| Período         | Ministro                   | Governo                     |
| --------------- | -------------------------- | --------------------------- |
| 2019 – 2022     | João Pedro Matos Fernandes | XXII Governo Constitucional |
| 2022 – Presente | Duarte Cordeiro            |                             |

## XXIII Governo Constitucional
De acordo com a Lei Orgânica do XXIII Governo Constitucional, o Ministério da Saúde integra os seguintes membros do Governo:
- Ministro do Ambiente e da Ação Climática - Duarte Cordeiro
  - Secretário de Estado do Ambiente - Hugo Pires
  - Secretário de Estado da Energia e do Clima - Ana Cláudia Gouveia
  - Secretário de Estado da Conservação da Natureza e Florestas - João Paulo Catarino
  - Secretário de Estado da Mobilidade Urbana - Jorge Delgado